# Bardanes el Turco
Bardanes, apodado Tourkos, «el Turco» (en griego: Βαρδάνης ὁ Τοῦρκος; fl. 795-803), fue un general bizantino de origen armenio que dirigió una rebelión sin éxito contra el emperador Nicéforo I (r. 802-811) en el año 803. A pesar de haber sido uno de los mayores partidarios de la emperatriz Irene (r. 797-802), poco después de su derrocamiento fue nombrado por Nicéforo comandante en jefe de los ejércitos de Anatolia. Desde esta posición protagonizó una revuelta en julio de 803, probablemente en oposición a las políticas económicas y religiosas del emperador. Sus tropas marcharon hacia Constantinopla, pero no consiguió ganarse el apoyo popular, de modo que fue abandonado por algunos de sus partidarios y, reacio a enfrentarse a las fuerzas lealistas en combate, Bardanes se dio por vencido y decidió entregarse. Se retiró como monje en el monasterio que él mismo fundó, y en el que fue cegado posiblemente bajo órdenes de Nicéforo.

## Origen y carrera temprana

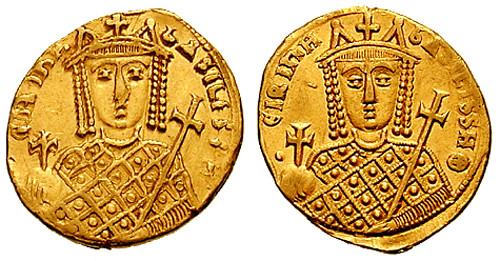
Sólido de oro de la emperatriz Irene, durante su periodo de reinado en solitario.

Nada se sabe de los primeros años de Bardanes. Generalmente se le considera armenio a cuenta de su primer nombre –una forma helenizada de Vardan–, mientras que su sobrenombre de «Tourkos» le fue otorgado posiblemente de forma despectiva después de su rebelión, aunque podría sugerir un origen jázaro.
Bardanes es probablemente idéntico al patricio Bardanio que aparece en la Crónica de Teófanes el Confesor de mediados de la década de 790. En 795 era doméstico de las escolas, y fue enviado a arrestar al monje Platón de Sacudión por su oposición pública a la segunda boda del emperador Constantino VI (r. 780-797) con Teodote, sobrina de Platón. En el año 797, como strategos del tema tracesiano, este mismo Bardanio apoyó a la emperatriz madre Irene cuando usurpó el trono de su hijo, el citado Constantino. Más tarde, en 799, se nos dice que fue uno de los cuatro patricios que condujo los caballos del carro de la emperatriz en la procesión de pascua desde su palacio a la iglesia de los Santos Apóstoles.
Irene fue derrocada y exiliada por el logoteta general –ministro de Finanzas– Nicéforo el 31 de octubre de 802. En ese momento, Bardanes era patricio y strategos de los tracesianos, pero pronto fue transferido al mando del poderoso tema anatólico. Al año siguiente, probablemente en la preparación de una campaña contra los árabes tras la negativa de Nicéforo a continuar pagando tributos al Califato abasí, el emperador aparentemente dotó a Bardanes del excepcional cargo de monostrategos –«general único», comandante en jefe a los efectos– de los cinco temas imperiales en Anatolia. Cabe señalar que este nombramiento no es del todo seguro; se le menciona como monostrategos sólo en las fuentes posteriores, mientras que las más cercanas en el tiempo lo mencionan como strategos de los anatólicos. Es posible que las fuentes posteriores malinterpretaran su título en el sentido de «general de todo el Oriente (Anatole)».

## Revuelta

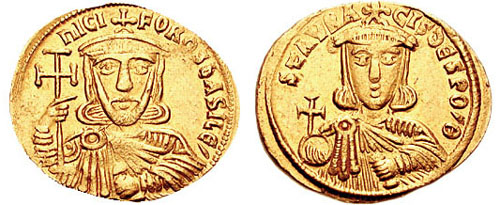
Sólido de oro de Nicéforo I y su hijo el coemperador Estauracio.

En julio de 803, un ejército abasí bajo al-Qasim, hijo del califa Harún al-Rashid (r. 786-809) se movilizó hacia la frontera bizantina. Como Nicéforo se había lesionado el pie a principios de mayo, cayó sobre Bardanes la responsabilidad de dirigir el ejército bizantino contra los árabes, quien ordenó a los ejércitos de los temas de Asia Menor unirse al tema anatólico. El 19 de julio, Bardanes fue proclamado emperador por las tropas reunidas de los temas anatólico, opsiciano, tracesiano y bucelario. Crucialmente, el tema armeniaco, ya sea debido a su tradicional rivalidad con el anatólico o a que no se hubiera unido aún al resto del ejército, no se unió a la sublevación. También ha habido hipótesis que afirman que Bardanes pudo haber participado en la represión de la revuelta de los armeniacos en 793, dejando un recuerdo hostil entre sus tropas. Los cronistas coinciden en que las tropas estaban motivadas principalmente por las preocupaciones económicas: Nicéforo había iniciado una estricta política presupuestaria para apuntalar las finanzas estatales. El emperador había revocado la exención en el impuesto de sucesiones para los soldados, y aparentemente había dejado de pagarles desde hacía un tiempo. Bardanes, por el contrario, tenía una buena reputación en ese sentido, pues dividía equitativamente el botín ganado en las campañas contra los árabes.
Para los motivos del mismo Bardanes la situación es menos clara. De acuerdo a los cronistas bizantinos, aceptó de mala gana la aclamación, después de suplicar en vano a los soldados que le permitieran irse. Sin embargo, de acuerdo a otra historia, Bardanes visitó antes de su rebelión a un místico para conocer sus posibilidades, acompañado de sus principales socios, Tomás el Eslavo, León el Armenio y Miguel el Amoriano. El monje correctamente profetizó que su rebelión fracasaría, que Tomás también iniciaría una revuelta, y que León y Miguel reinarían como emperadores. Si esto es cierto y no una invención posterior, podemos entender que Bardanes planeó de antemano su levantamiento. Al margen de cualquier ambición personal, Bardanes era también un miembro de la aristocracia terrateniente y un devoto iconófilo que apoyó el régimen de la emperatriz Irene. En consecuencia fue visto como el adalid de la oposición de las élites tradicionales a las políticas de Nicéforo, tanto en el área del confesionario, donde el emperador mantuvo una postura cuidadosamente neutral en la querella de los iconoclastas, y en la esfera socioeconómica, donde los nuevos impuestos a la propiedad de la tierra y la expropiación de bienes eclesiásticos dañó sus intereses. El historiador Warren Treadgold sugirió además que la revuelta fue una reacción contra la usurpación de Nicéforo, dirigida al menos en apariencia a la restauración de Irene. Sin embargo, su muerte en Lesbos el 8 de agosto privó a los rebeldes de toda pretensión de legitimidad.
La revuelta tuvo lugar probablemente en Amorio, la capital del tema anatólico. Desde allí, el ejército sublevado, que comprendía casi la mitad de las fuerzas militares disponibles del Imperio, marcharon hacia el norte y el oeste, siguiendo la calzada militar a Nicomedia y luego a Crisópolis, ciudad situada en el Bósforo frente a la capital Constantinopla. Allí, Bardanes acampó durante ocho días a la espera de una revuelta contra Nicéforo en el interior de la capital en respuesta a su propia rebelión. Como esto no se materializó y la población no se mostró abiertamente entusiasta, se retiró a la gran base militar de Malagina, en la que le abandonaron dos de sus colaboradores, Miguel el Amoriano y León el Armenio, a cambio de ser ricamente recompensados por Nicéforo: Miguel fue nombrado conde de la Tienda y León comandante del regimiento de foederati.
Esta deserción desalentó a Bardanes quien, reacio a enfrentarse al ejército lealista en batalla, optó por una rendición negociada con la mediación de José, el higúmeno del monasterio de Catara que ofició el segundo matrimonio de Constantino VI. Bardanes recibió una carta firmada por el patriarca Tarasio y varios importantes senadores en la que se afirmaba que ni él ni sus subordinados serían castigados si se rendían. Como garantía adicional de buena fe, Nicéforo envió su propia cruz de oro con la carta. Satisfecho por las garantías, el 8 de septiembre Bardanes dejaba el ejército y, a través de Nicea, se refugió en el monasterio de Heraclio en Cío, para después embarcarse en una nave que lo llevó a la isla de Prote. Tomando el nombre monástico de Sabas, Bardanes entró entonces en el monasterio que él mismo había fundado allí.

## Repercusiones de la revuelta
Después del retiro de Bardanes, Nicéforo le licenció formalmente y confiscó gran parte de sus propiedades. Los generales de los temas que participaron en la rebelión fueron también despojados de sus cargos, junto con varios obispos prominentes del oeste de Anatolia, mientras los soldados permanecieron un año sin cobrar.
Sin embargo, en diciembre de 803 –Treadgold lo sitúa en 804–, un grupo de soldados licaonios –posiblemente paulicianos– desembarcaron en Prote y cegaron a Bardanes. Es probable que esto se hiciera a instancias del emperador, aunque en una declaración pública ante el Senado más tarde, Nicéforo juró no haber tenido nada que ver. A pesar de que la mayoría de los estudiosos sostienen la participación directa de Nicéforo, Treadgold piensa que los soldados actuaron por su cuenta, ya que Bardanes ya no era una amenaza creíble. En cualquier caso, y pese a la presión del patriarca y el Senado para castigarlos, además de su propia promesa de hacerlo, Nicéforo acabó dejándolos ir.
La sublevación de Bardanes debilitó temporalmente a Bizancio, especialmente a su capacidad de hacer frente a la amenaza abasí en el este, aunque la invasión de al-Qasim se reveló como una pequeña incursión, y la intervención de su padre poco después tampoco dio lugar a grandes confrontaciones. Harún se retiró después de una tregua que firmó a cambio de una módica suma. Así, la revuelta no afectó seriamente al ejército o a la mayor parte de Anatolia. Con todo, quedó como un indicativo de la insatisfacción de los militares con Nicéforo, que emergería en los años siguientes y sería una constante fuente de problemas a lo largo de su reinado.

## Familia
Bardanes estaba casado con una mujer llamada Domenica, con quien tuvo varios hijos. Tecla, esposa de Miguel el Amoriano, suele ser señalada como una de ellos; Teófanes Continuatus y Genesio recogen que Bardanes casó a dos de sus hijas con Miguel y otro de sus ayudantes. Warren Treadgold identifica a la segunda hija con una mujer llamada o apodada Barka, a quien considera la primera esposa de León el Armenio, que se divorció de ella poco después de su subida al trono imperial en 813 para casarse con Teodosia. Ella podría ser la verdadera madre del primogénito de León, Simbacio. Teodosia, sin embargo, es la única esposa atestiguada de León, y no hay evidencia de una demanda de divorcio ni de segundas nupcias. León también es llamado a veces el «primo» de Bardanes, pero no está claro si esto es literal o en el significado de «cuñado». De ser el primer caso, la relación familiar excluiría cualquier matrimonio. Por otra parte es probable de que esta suposición se trate de una invención posterior, inspirada en el matrimonio de Tecla y Miguel el Amoriano. Conocemos otro hijo por el nombre de Brienio, que ocupaba un puesto de alto funcionario en el año 813, otra hija de nombre desconocido que no se casó y varios más jóvenes no identificados.
Tras la muerte de Bardanes, a Domenica y sus hijos se les dejó una porción de la fortuna de su padre, parte de la cual fue donada a los pobres, y el resto utilizada para fundar un pequeño monasterio en Constantinopla, al que se retiraron.